# Badeanzug

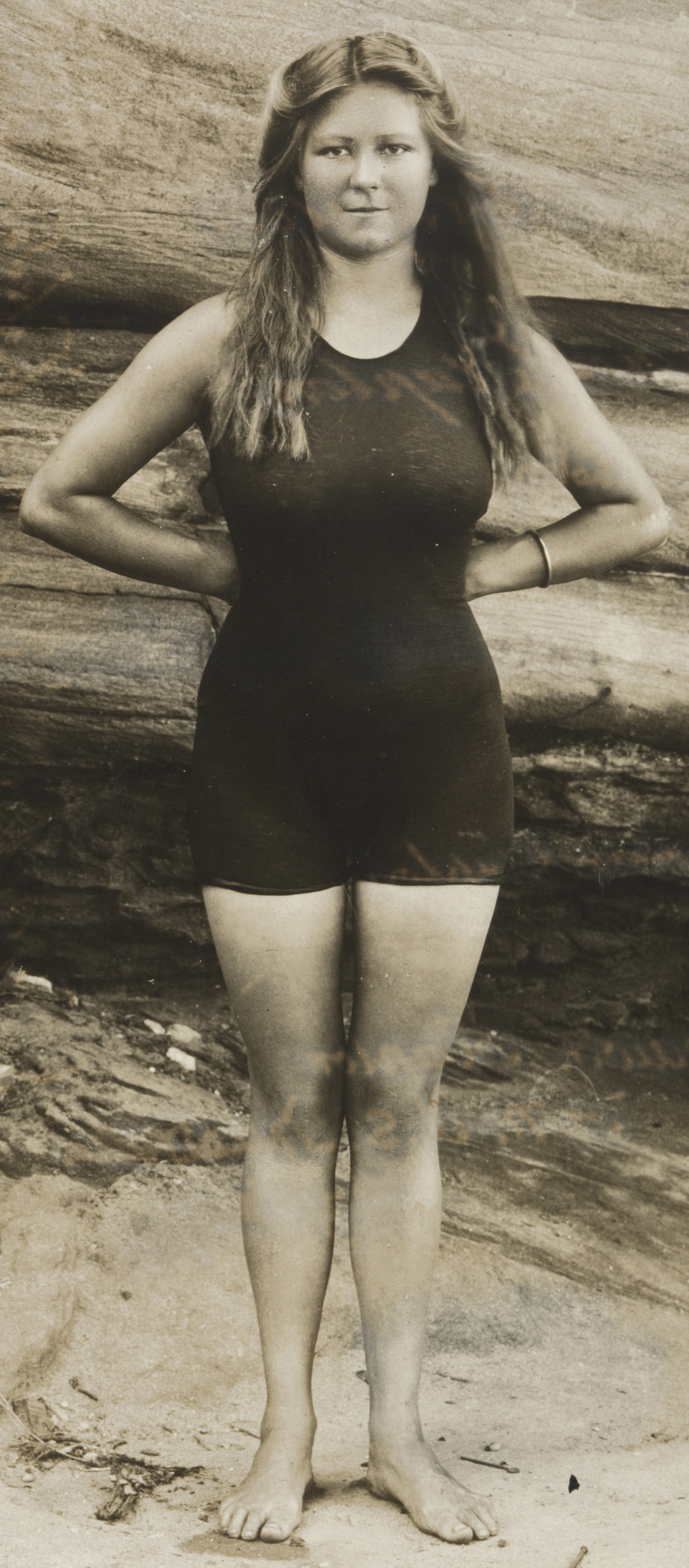
Olympiaschwimmerin Mina Wylie im Badeanzug (1912)

Ein Badeanzug (schweizerisch Bad(e)kleid) ist ein Kleidungsstück, das beim Baden und Schwimmen getragen wird und mindestens die Vorderseite des Rumpfes weitgehend bedeckt. Badeanzüge werden heute fast ausschließlich von Frauen getragen. Beine, Arme und der Hals bleiben meist unbedeckt; beim Burkini bleiben nur die Füße, die Hände und das Gesicht unbedeckt.
Im engeren Sinn versteht man unter einem Badeanzug ein einteiliges Kleidungsstück. Zweiteilige Formen der Badebekleidung für Frauen wie der Bikini oder der Tankini werden dann als Gegensatz zum Badeanzug gesehen. Häufig wird jedoch zwischen einteiligen und zweiteiligen Badeanzügen unterschieden. Gelegentlich wird auch der Bikini als „zweiteiliger Badeanzug“ beschrieben.
Die Wahl der Art des Badeanzugs ist abhängig von aktuellen Moden, gesellschaftlichen und religiösen Normen und persönlichen Vorlieben. Für Badebekleidung werden seit den 1920er Jahren spezielle Modenschauen durchgeführt. Badeanzüge werden heute in einer sehr breiten Palette von Schnitten, Materialien, Farben und Drucken angeboten.
Männer trugen bis zur Mitte des 20. Jahrhunderts ebenfalls Badeanzüge, die nach dem Zweiten Weltkrieg zunehmend von Badehosen und später durch Badeshorts ersetzt wurden. Im Schwimmsport werden spezielle Schwimmanzüge sowohl von Frauen als auch von Männern getragen.

## Historische Entwicklung

### Badebekleidung im 19. Jahrhundert

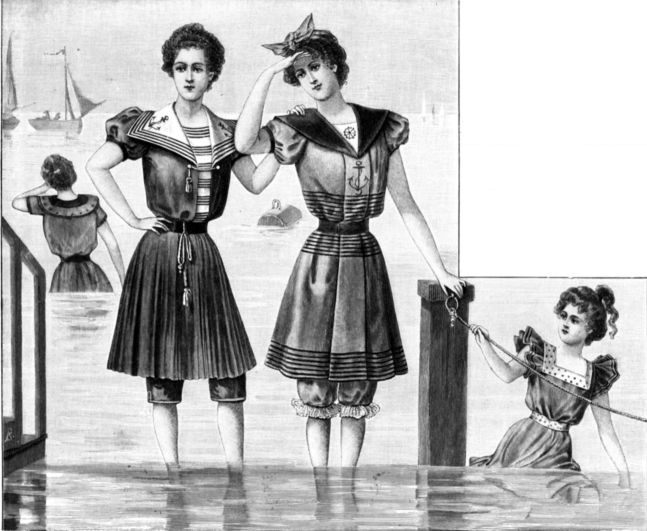
Badeanzüge im Marinestil, 1898

Die Entwicklung der Bademode wurde entscheidend beeinflusst durch den Aufschwung des Kur- und Badewesens seit dem 18. Jahrhundert und vor allem in der ersten Hälfte des 19. Jahrhunderts. Zunächst waren die Badekostüme in den neuen See- und Flussbädern an Nacht- oder Unterwäsche angelehnt. Erste Berichte in Modezeitschriften über Badeanzüge datieren aus dem Jahr 1863. Dort wurden zweiteilige Badeanzüge aus schwarzem Barchent beschrieben, die zusammen mit einer Haube aus gewachster Baumwolle getragen wurden. Später wurden die an den Knöcheln endenden Badehosen aus gefärbtem Flanell gefertigt. Frauen, die meist abgeschirmt öffentlich badeten, trugen ein Badekleid oder einen Baderock mit einer Badehaube. Um die Beine zu bedecken und einen Auftrieb des Kleidungsstückes zu verhindern, wurden die Ensembles durch Badestrümpfe, Wollstrumpfhosen oder Gewichte am Rocksaum des Badekleides komplettiert. Marineblaue Badeanzüge aus Perkal oder beigefarbenen Loden mit Marinesymbolen kamen ab 1888 in Mode und beherrschten die Bademoden über Jahrzehnte.

### Erste Badeanzüge

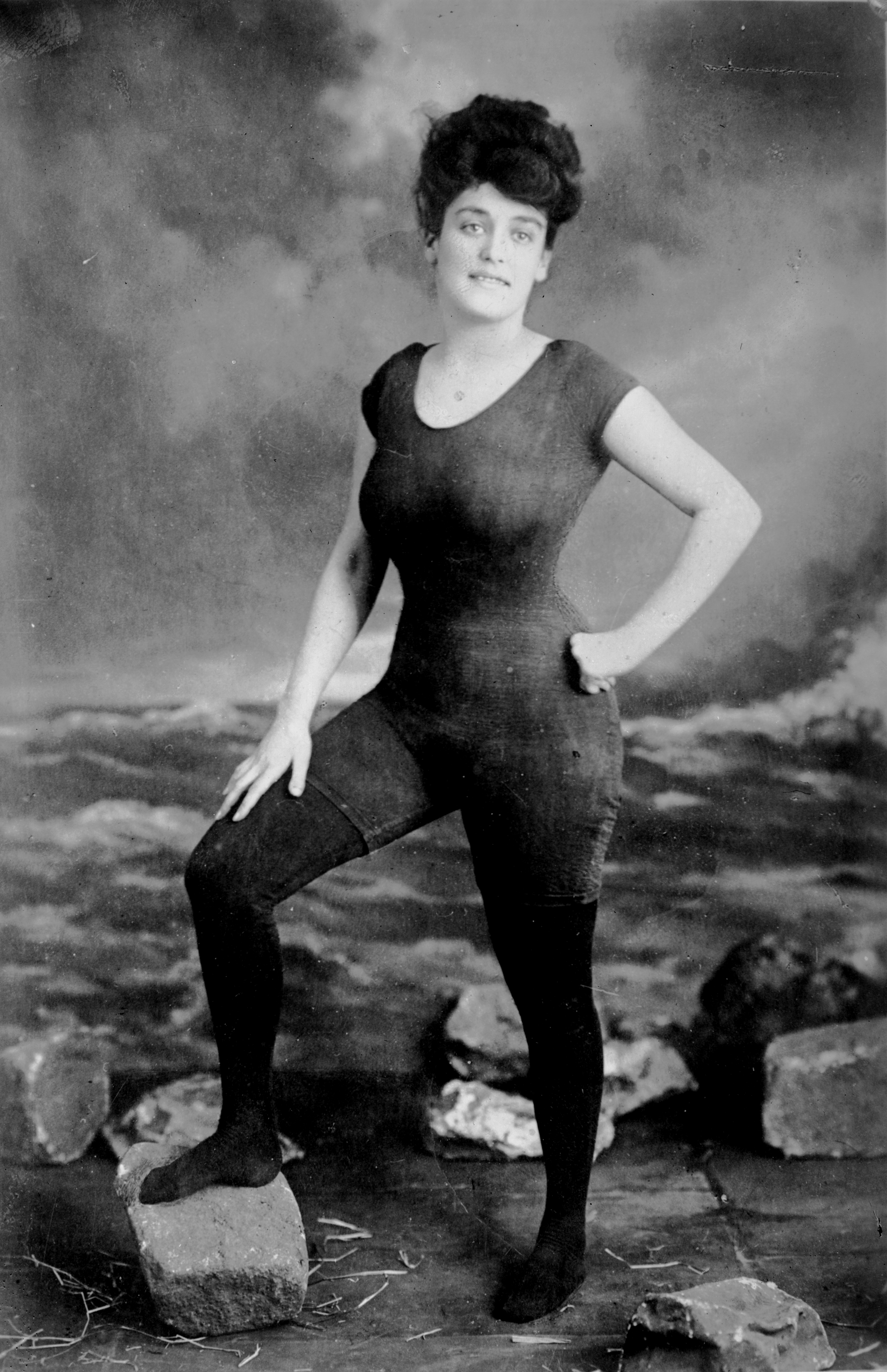
Annette Kellerman,
um 1900

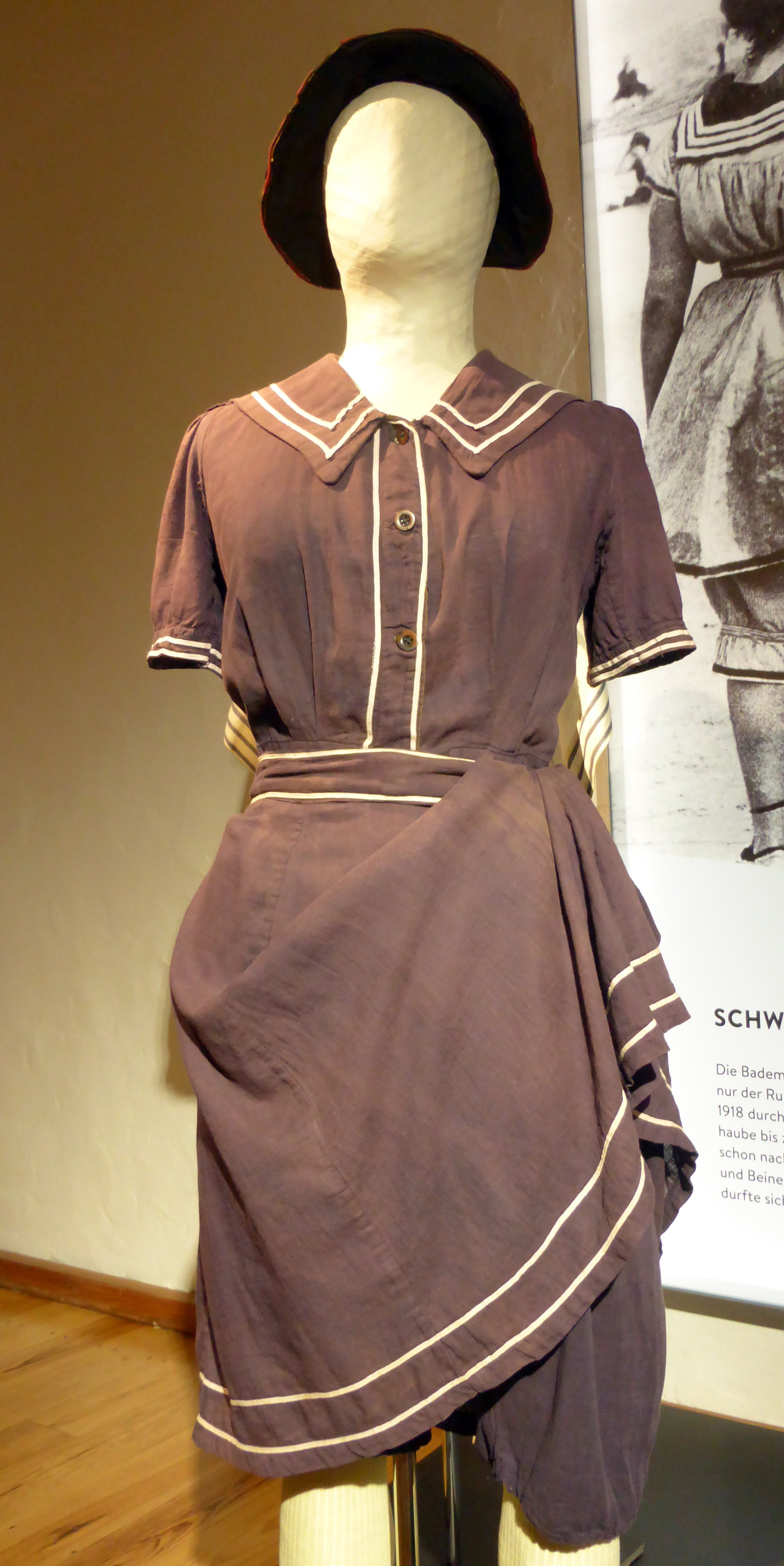
Badeanzug mit anknöpfbarem Rock, um 1900

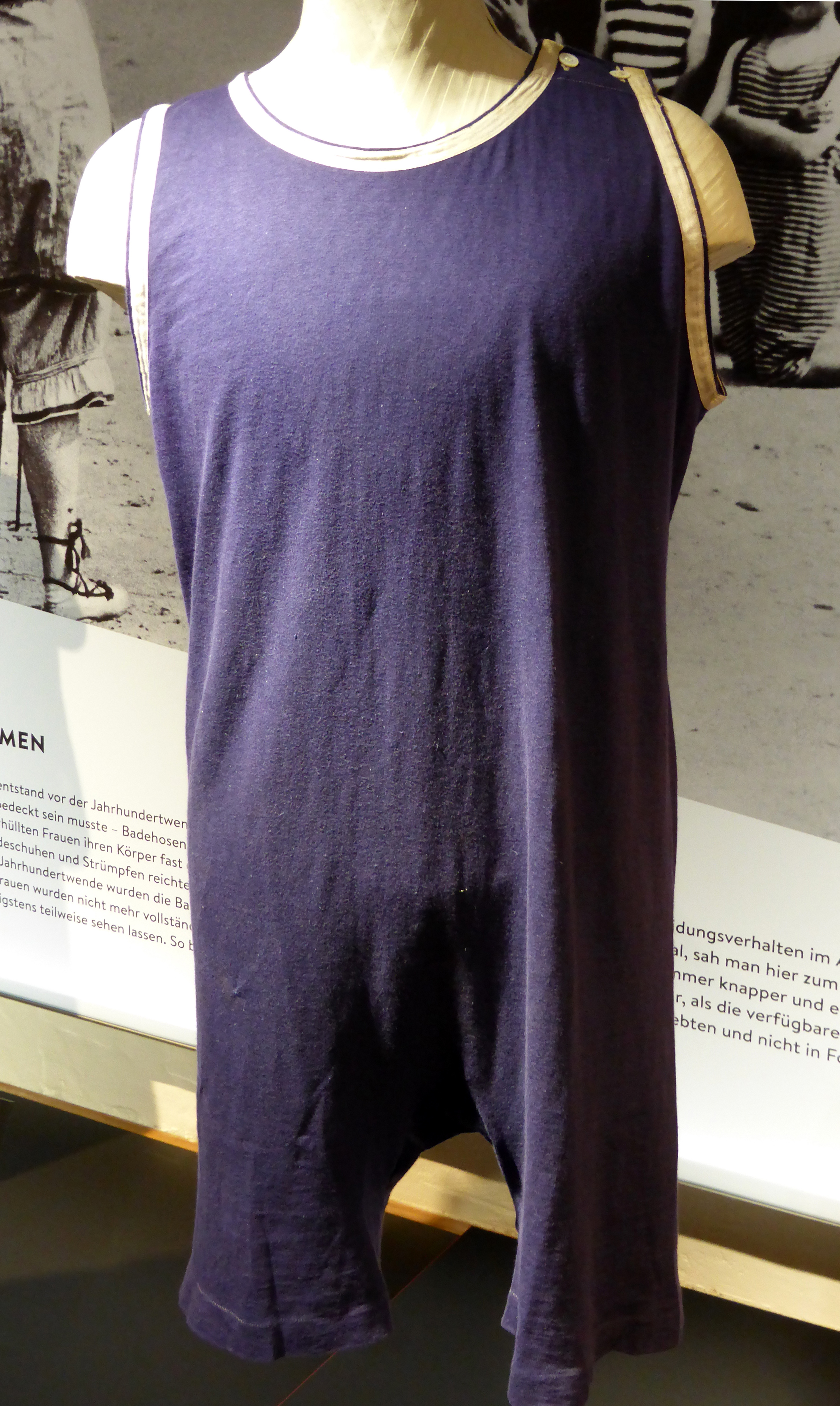
Herrenbadeanzug 1920er Jahre aus Baumwolljersey

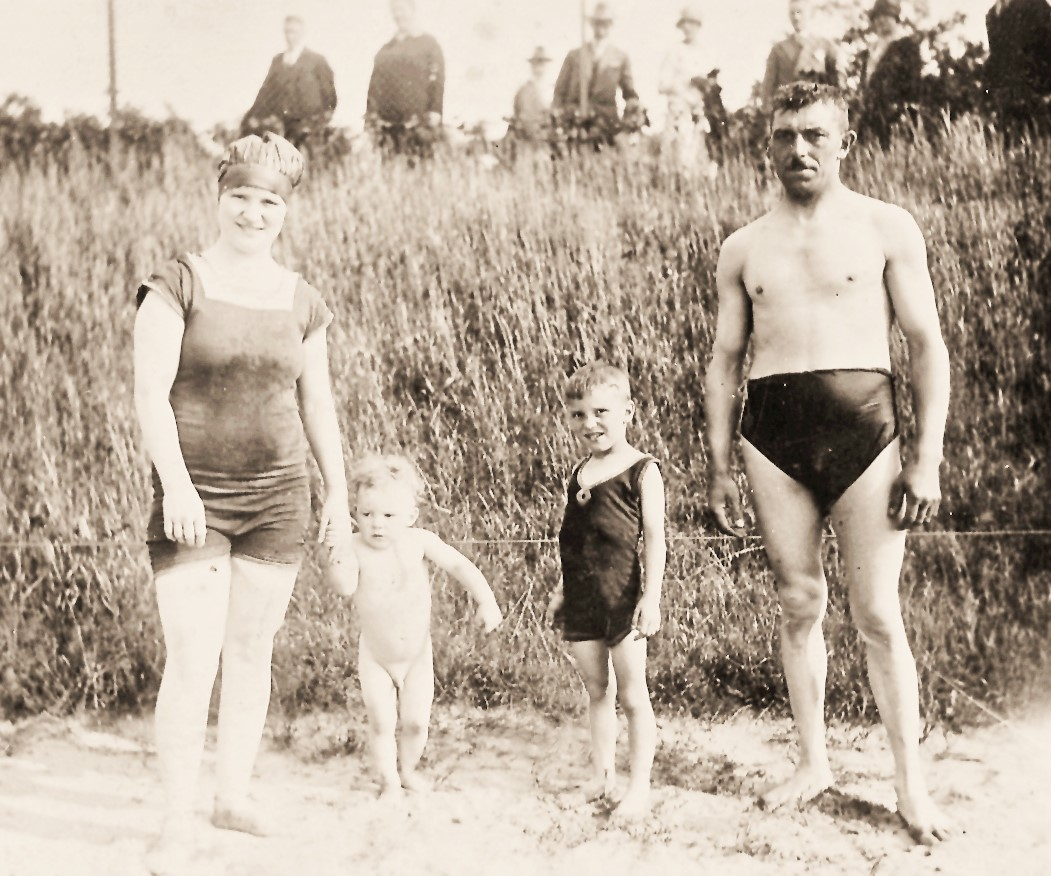
Jungen-Badeanzug und Damen-Badeanzug einer Kapitänsfamilie im Jahr 1927

In Zusammenhang mit der zunehmenden Verbreitung der Reformkleidung in der Gesellschaft änderte sich auch die Bademode für Frauen am Ende des 19. Jahrhunderts. Zunehmend wurde auch in bürgerlichen Gesellschaftsschichten Kleidung getragen, die eine sportliche Betätigung ermöglichte.
Bei sportlichen Wettkämpfen trugen Frauen zu Beginn des 20. Jahrhunderts einteilige Badeanzüge, die im nassen Zustand die Körpersilhouette deutlich abzeichneten und daher als unschicklich oder unsittlich angesehen wurden. Eine der ersten Frauen, die die zweckmäßigen Badeanzüge bei öffentlichen Wettkämpfen trug und deshalb auch 1907 in Boston wegen Erregung öffentlichen Ärgernisses verhaftet und vor ein Gericht gestellt wurde, war die australische Schwimmerin Annette Kellerman. Die enggeschnittenen Badeanzüge setzten sich in den verschiedenen Ländern nur zögerlich durch.
Im Freizeitbereich dominierten kniebedeckende Badeanzüge aus Wollserge mit Borten und Gürteln, häufig im sogenannten Matrosenlook, die außerhalb des Wassers noch mit einem Rock komplettiert wurden. Zu den Badekleidern oder Badehosen wurden dunkle Badestrümpfe und – meist geschnürte – Badeschuhe getragen. Parallel dazu kam um 1910 ein einteiliges sackartiges Gewand in Mode, das eng an den Achseln anlag und mit einem Gürtelschößchen verziert war. Im Jahr 1914 entwarf Coco Chanel erste elastische Stoffe für Badeanzüge.
Während darauf geachtet wurde, dass die Beine der Frauen in der Öffentlichkeit verhüllt wurden, reichten die Badeanzüge der Männer zu Beginn des 20. Jahrhunderts nur bis zum Knie. Die Einteiler, die häufig an der Schulter geschlossen wurden, waren meist durch angeschnittene Ärmel und Beine und eine heruntergezogene Taille charakterisiert. Kurze Badeanzüge für Männer – meist aus Wolle gearbeitet – setzten sich im Schwimmsport bereits vor dem Ersten Weltkrieg durch. Das Oberteil war dabei wie ein Achselshirt geschnitten und die Hosen meist zweilagig gearbeitet. Nachteil des eingesetzten Wollmaterials war, dass der Badeanzug im Wasser seine Form verlor, sich mit Wasser vollsog und dadurch ein Gewicht von bis zu 6 Kilogramm erreichte. Leichte Baumwolltrikotstoffe, die auch schneller trockneten, lösten zunehmend ab 1910 die Wollmaterialien ab. Verbreitet waren in dieser Zeit gestreifte Badetrikots für Männer. Im Freizeitbereich dominierten darüber hinaus zweiteilige Badekombinationen aus kurzer Hose und Sporthemd.

### Verbreitung des Badeanzugs in den 1920er-Jahren

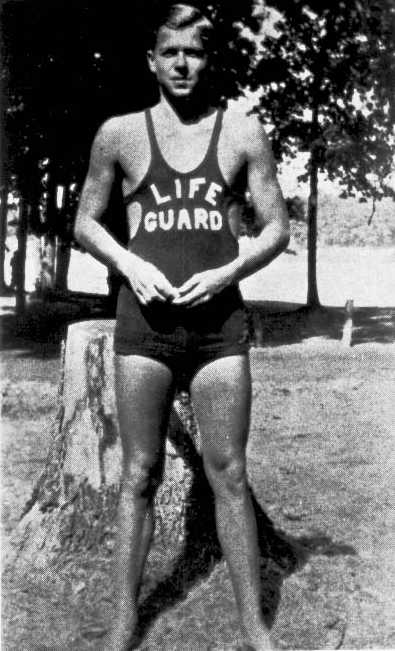
Ronald Reagan in einem Rettungsschwimmeranzug (1927)

Die gesellschaftliche Akzeptanz sportlicher Badeanzüge für Frauen setzte sich erst allmählich in den 1920er-Jahren durch. Noch im Jahr 1919 wurde die Olympiaschwimmerin Ethelda Bleibtrey inhaftiert, weil sie am Strand von Manhattan ihre Strümpfe zum Schwimmen abgelegt hatte.
In den 1920er-Jahren wurden die Bekleidungsvorschriften etwas liberaler. Auch Frauen trugen nun figurbetonte Badeanzüge ohne Strümpfe. Die Modeindustrie wandte sich unter dem Einfluss der verschiedenen modernen Kunstrichtungen verstärkt dem Design von Badeanzügen zu. Im Jahr 1926 wurden im Berliner Sportpalast auf dem Ball der Bälle erstmals freizügige Badeanzüge während einer Modenschau gezeigt. Konservative Kreise reagierten empört. Tiefe Rückenausschnitte und geometrische Muster sowie hellere Farben charakterisierten den Badeanzug der Zwanzigerjahre. Seit 1929 wurden regelmäßig Bademodenschauen durchgeführt. Neben Badeanzügen wurden auch Strandanzüge und spezielle Kombinationen entworfen, die man zusammen mit den Badeanzügen tragen konnte, wie beispielsweise die Rompers, weite, breitgestreifte Trägerhosen.
Von der Malerei inspiriert, widmeten sich Designerinnen wie Sonia Delaunay-Terk dem Entwerfen von bunten, geometrischen Stoffen und Schnitten von Badeanzügen. Die Künstler des Bauhauses, wie beispielsweise Walter und Ise Gropius, bevorzugten hingegen einfache Schnitte und vorwiegend klassische, dunkle Farben.
Die Badeanzüge der Männer waren häufig durch schmale Schulterträger, kurze angesetzte Beine und schwarze oder weiße Gürtel gekennzeichnet, die auf der hohen Taille getragen wurden.
Gegen Ende der Zwanzigerjahre wurden diese Männer-Badeanzüge an den Achseln und im Rücken tiefer ausgeschnitten und allmählich durch Badehosen verdrängt. Besonders in fortschrittlichen Kreisen wurde die beinfreie Dreiecksbadehose beliebter.

### Badebekleidung von den 1930er-Jahren bis zum Ende des Zweiten Weltkrieges
In konservativen Kreisen der Weimarer Republik wurde die zunehmende Freizügigkeit im Bereich der Bademoden kritisch gesehen. Am 18. August 1932 gab die preußische Regierung den sogenannten Zwickelerlass heraus. In Paragraph 1 wurde angeordnet:

„(2) Frauen dürfen öffentlich nur baden, falls sie einen Badeanzug tragen, der Brust und Leib an der Vorderseite des Oberkörpers vollständig bedeckt, unter den Armen fest anliegt sowie mit angeschnittenen Beinen und einem Zwickel versehen ist. Der Rückenausschnitt des Badeanzugs darf nicht über das untere Ende der Schulterblätter hinausgehen.

(3) Männer dürfen öffentlich nur baden, falls sie wenigstens eine Badehose tragen, die mit angeschnittenen Beinen und einem Zwickel versehen ist. In sogenannten Familienbädern haben Männer einen Badeanzug zu tragen.“

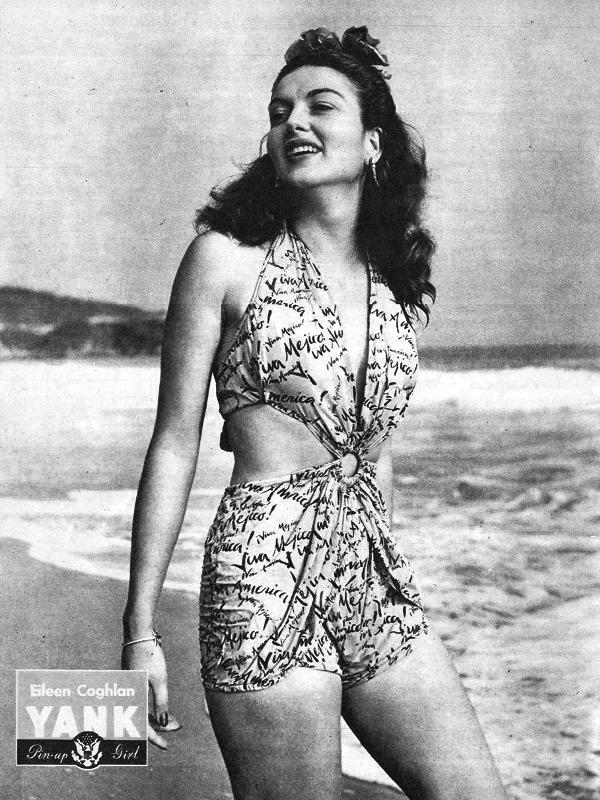
Eileen Coghlan in einem zweiteiligen Badeanzug in der Armeezeitschrift Yank

In öffentlichen Badeanstalten wurde der Erlass umgesetzt und das Tragen von bestimmten Kleidungsstücken verboten. Badebekleidung, die in der Öffentlichkeit getragen wurde, musste ab 1933 sowohl bei Männern als auch bei Frauen einen Beinansatz haben. Während der Zeit des Nationalsozialismus wurden bevorzugt taillierte Schwimmanzüge mit angeschnittenem Bein oder Badeanzüge mit kurzen Röckchen getragen. Neben zweifarbigen, meist figurbetonten Ton-in-Ton-Modellen wurden auch intensiv gemusterte Badeanzüge getragen. Als Material wurden zunehmend Stoffe eingesetzt, die leichter trockneten.
Ende der 1930er-Jahre kamen Modelle mit integriertem Büstenhalter in Mode. Charakteristisches Merkmal der modischen Badeanzüge dieser Zeit waren Spaghettiträger und Neckholder-Modelle.
Mit Ausbruch des Zweiten Weltkrieges und der nachfolgenden Verknappung der Rohstoffe kam die Produktion von Freizeitmode weitgehend zum Erliegen. Ab 1941 wurden in deutschen Frauen- und Modezeitschriften keine Bademodefotografien mehr publiziert.
In den Vereinigten Staaten führte die kriegsbedingte Rationierung von Stoffen für die Damenbekleidung zu einer Verkleinerung der Badeanzüge. Prominente Schauspielerinnen wie Rita Hayworth oder Esther Williams ließen sich in zweiteiligen oder ausgeschnittenen Badeanzügen fotografieren. In der amerikanischen Armeezeitung Yank, the Army Weekly erschienen regelmäßig Fotografien von berühmten Pin-up-Girls in Bademoden.

### Entwicklung nach dem Zweiten Weltkrieg

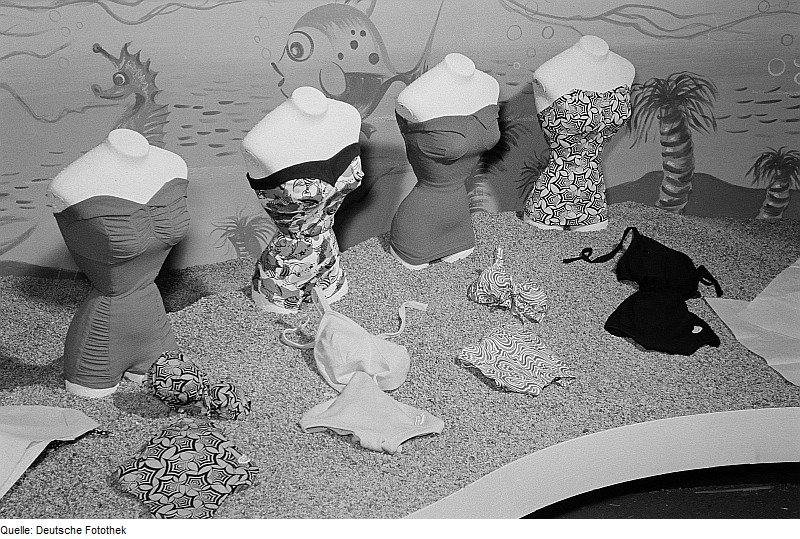
Trägerlose Modelle auf der Leipziger Herbstmesse 1954

In der Nachkriegszeit wurde die Bademode in Europa stark von amerikanischen Einflüssen geprägt. Die figurbetonten, stark taillierten Badeanzüge mit angeschnittenen Beinen waren meist abstrakt gemustert und wurden am Strand mit passenden Strandmänteln aus Frottee oder elastischer Baumwolle getragen. Häufig wurden die Badeanzüge auch noch mit kurzen Röcken kombiniert.
Im Jahr 1946 stellte Louis Réard den Bikini in der Öffentlichkeit vor, der in den 1950er-Jahren zunehmend den Badeanzug als Badebekleidung verdrängte. In der Folgezeit veränderten sich die Schnitte und vor allem die verwendeten Materialien. Die figurbetonten Badeanzüge wurden bevorzugt aus Polyesterfasern wie Trevira hergestellt. In der DDR waren die Badeanzüge vorwiegend aus Baumwollmischgewebe, Malimo oder Grisuten, gefertigt.
Nachdem insbesondere jüngere Frauen in den 1970er- und 1980er-Jahren Bikinis bevorzugten und Badeanzüge nur im Schwimmsport und von älteren Frauen getragen wurden, lebten Badeanzüge – nicht zuletzt ausgelöst durch populäre US-amerikanische Fernsehserien wie Baywatch – Die Rettungsschwimmer von Malibu – in den 1990er-Jahren wieder auf. Die Modelle waren in den 1990er-Jahren vielfach durch hohe Beinausschnitte charakterisiert.

### Gegenwart

#### Materialien

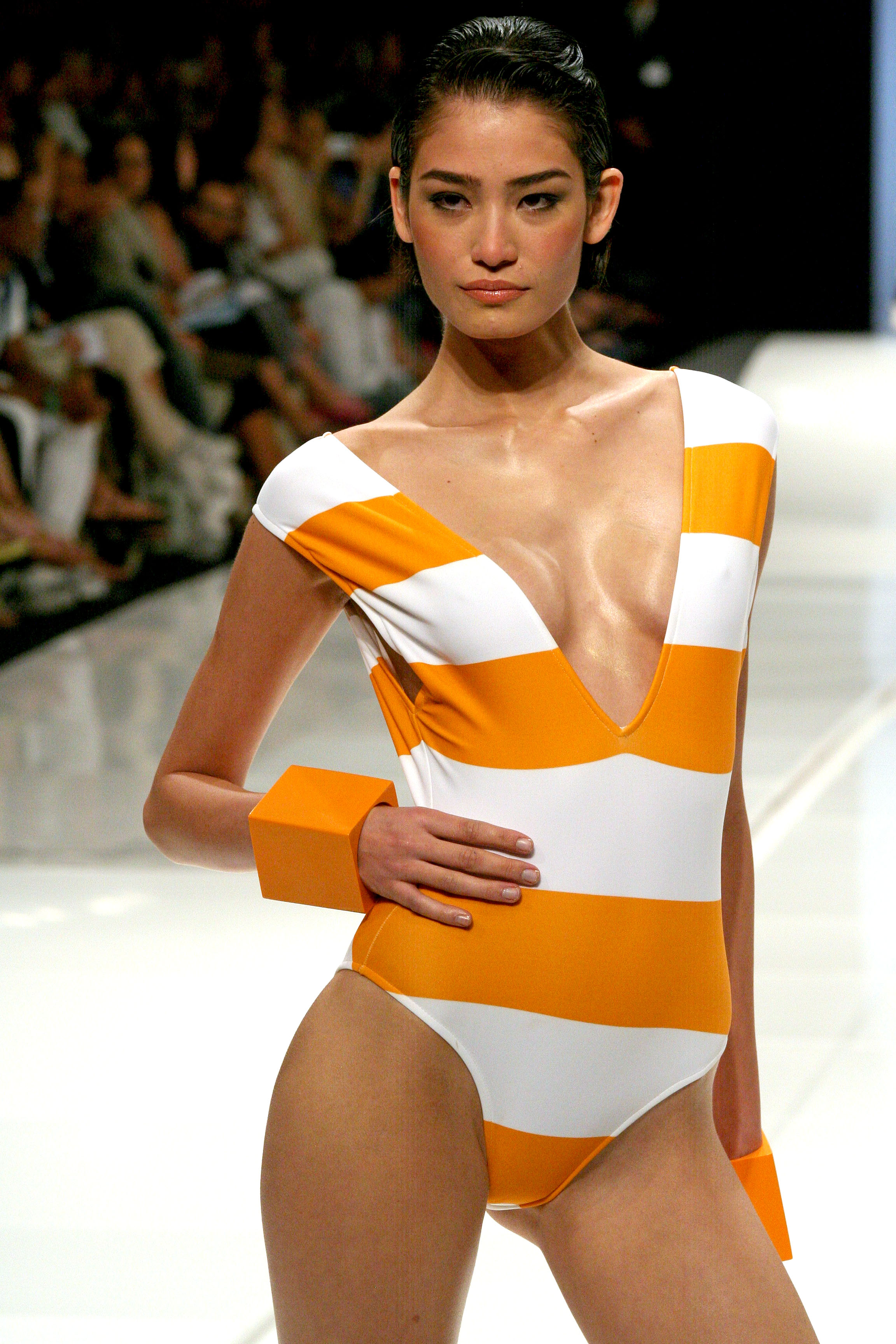
Moderner Badeanzug auf einer Modenschau (2007)

Im 21. Jahrhundert gibt es Badeanzüge im Freizeitbereich in einer Vielzahl von Materialien und Oberflächenveredelungen. Neben dem verstärkten Einsatz von Lycra, Nylon und Spandex werden auch Stoffe verwendet, die vor UV-Strahlung schützen oder eine Bräunung der Haut auch unter dem Badeanzug zulassen. Besonders für Badebekleidung von Kindern und Jugendlichen werden sogenannte UV-Schutz-Stoffe angeboten, die sich durch eine sehr feste Webart oder eine Behandlung der Stoffe mit UV-abweisenden Materialien wie Titanoxid auszeichnen.
Seit Ende des 20. Jahrhunderts werden auch Stoffe verwendet, die eine nahtlose Bräunung gestatten. Durch den Einsatz hocheleastischer Chemiefasern wie Dorlastan, die sich in Längs- und Querrichtung dehnen, wird die UV-Strahlung partiell durchgelassen.

#### Formen
Moderne Badeanzüge zeichnen sich durch einen großen Formenreichtum aus: Neben klassischen Schnitten liegen One-Shoulder-Modelle, Bandeau- und Neckholder-Badeanzüge im Trend. Retromuster im klassischen Marine- oder Chanelstil und einfarbige Badeanzüge werden ebenso angeboten wie Stoffe im Blumen-, Foto- oder Ethnoprint. Neuartige Cut-out-Badeanzüge, teils mit transparenten Einsätzen im Vorder-, Rücken- oder Seitenteil, sowie moderne Monokinis bilden Übergänge zum klassischen zweiteiligen Bikini (siehe auch Bikini#Varianten).

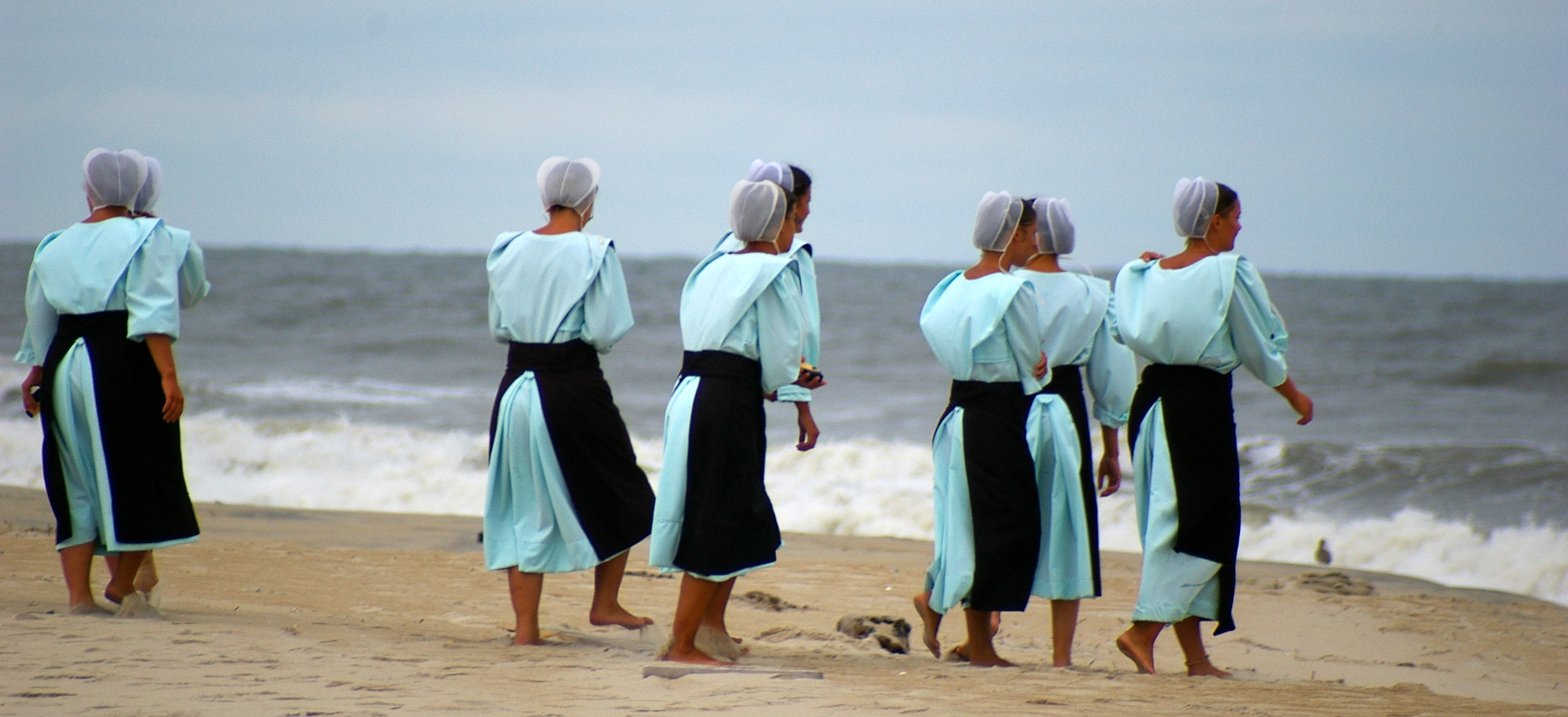
Badebekleidung der Amischen

Einige Bademodenhersteller haben sich darauf spezialisiert, Badebekleidung herzustellen, die den Ansprüchen und Anforderungen der verschiedenen religiösen Glaubensgruppen gerecht wird. Häufig werden kurz- oder langärmelige bis zum Knie reichende Overalls mit Trägerkleidern kombiniert, die zum Teil auch im Wasser getragen werden. Unter muslimischen Frauen findet mit dem Burkini ein Ganzkörper-Badeanzug Verbreitung, der es ihnen erlaubt, trotz strenger religiöser Normen in Anwesenheit von Männern baden zu gehen. Die täuferisch-protestantische Glaubensgemeinschaft der Amischen tragen heute noch traditionelle Badebekleidung bestehend aus einem knieüberdeckenden Badekleid mit weißer oder schwarzer Schürze sowie einem weißen oder schwarzen Häubchen. Auch im orthodoxen Judentum tragen Frauen Badebekleidung, die einen großen Teil ihres Körpers bedeckt.
Der einteilige School Mizugi, kurz Sukumizu, ist ein Badeanzug, der beim Schwimmunterricht von Schülerinnen in Japan getragen wird.
Im Leistungssport waren auftriebsfördernde Schwimmanzüge mit zum Teil langen Ärmeln und Beinen bei Männern und Frauen zeitweise verbreitet, bevor sie für offizielle Wettkämpfe verboten wurden. Diese auch als Bodyskins bezeichneten Schwimmanzüge bestehen meist aus gewebtem Elastan-Nylon und Polyurethan, die Nähte werden mit Ultraschall verschweißt und die ultraflachen Reißverschlüsse mit Neopren unterlegt. Einige Hersteller bieten solche Schwimmanzüge ausdrücklich unisex für Männer und Frauen an, andere Hersteller differenzieren Männer- und Frauenmodelle.

#### Verwendung
Badeanzüge werden in erster Linie beim Baden und Schwimmen etwa in Freibädern, in Seen oder im Meer, beim Sonnenbaden und bei Schwimmwettkämpfen sowie dem Wettkampftraining, getragen. Gewöhnlich werden Badeanzüge auch unter Neoprenanzügen getragen.
Badeanzüge werden ferner bei bestimmten Wettbewerben getragen, um den Körper entsprechend zu präsentieren, wie beispielsweise bei Schönheits- oder Bodybuilding-Wettbewerben.